# Formel 1-VM 1989
Formel 1-VM 1989 hade 16 deltävlingar som kördes under perioden 26 mars–5 november. Förarmästerskapet vanns av fransmannen Alain Prost och konstruktörsmästerskapet av McLaren-Honda. Säsongen var en av de mest spännande under 1980-talet och loppet i Japan var troligen decenniets höjdpunkt. Anledningen var de många duellerna om mästerskapet mellan Alain Prost och Ayrton Senna, som visserligen var stallkamrater i McLaren men samtidigt bittra rivaler. 

## Vinnare
- Förare:  Alain Prost, Frankrike, McLaren-Honda
- Konstruktör:  McLaren-Honda, Storbritannien

## Grand Prix 1989
| Grand Prix                 | Datum        | Bana              | Vinnande förare    | Vinnande tillverkare |   |
| -------------------------- | ------------ | ----------------- | ------------------ | -------------------- | - |
| Brasiliens Grand Prix      | 26 mars      | Jacarepagua       | Nigel Mansell      | Ferrari              | * |
| San Marinos Grand Prix     | 23 april     | Imola             | Ayrton Senna       | McLaren-Honda        | * |
| Monacos Grand Prix         | 7 maj        | Monte Carlo       | Ayrton Senna       | McLaren-Honda        | * |
| Mexikos Grand Prix         | 28 maj       | Mexico City       | Ayrton Senna       | McLaren-Honda        | * |
| USA:s Grand Prix           | 4 juni       | Phoenix           | Alain Prost        | McLaren-Honda        | * |
| Kanadas Grand Prix         | 18 juni      | Montréal          | Thierry Boutsen    | Williams-Renault     | * |
| Frankrikes Grand Prix      | 9 juli       | Paul Ricard       | Alain Prost        | McLaren-Honda        | * |
| Storbritanniens Grand Prix | 16 juli      | Silverstone       | Alain Prost        | McLaren-Honda        | * |
| Tysklands Grand Prix       | 30 juli      | Hockenheimring    | Ayrton Senna       | McLaren-Honda        | * |
| Ungerns Grand Prix         | 13 augusti   | Hungaroring       | Nigel Mansell      | Ferrari              | * |
| Belgiens Grand Prix        | 27 augusti   | Spa-Francorchamps | Ayrton Senna       | McLaren-Honda        | * |
| Italiens Grand Prix        | 10 september | Monza             | Alain Prost        | McLaren-Honda        | * |
| Portugals Grand Prix       | 24 september | Estoril           | Gerhard Berger     | Ferrari              | * |
| Spaniens Grand Prix        | 1 oktober    | Jerez             | Ayrton Senna       | McLaren-Honda        | * |
| Japans Grand Prix          | 22 oktober   | Suzuka            | Alessandro Nannini | Benetton-Ford        | * |
| Australiens Grand Prix     | 5 november   | Adelaide          | Thierry Boutsen    | Williams-Renault     | * |

## Stall, nummer och förare 1989
| Stall/Tillverkare                  | Nummer | Förare                                 |
| ---------------------------------- | ------ | -------------------------------------- |
| AGS-Ford                           | 40     | Gabriele Tarquini, Italien             |
| AGS-Ford                           | 41     | Joachim Winkelhock, Tyskland           |
| AGS-Ford                           | 41     | Yannick Dalmas, Frankrike              |
| Arrows-Ford                        | 9      | Derek Warwick, Storbritannien          |
| Arrows-Ford                        | 9      | Martin Donnelly, Storbritannien        |
| Arrows-Ford                        | 10     | Eddie Cheever, USA                     |
| Benetton-Ford                      | 19     | Alessandro Nannini, Italien            |
| Benetton-Ford                      | 20     | Johnny Herbert, Storbritannien         |
| Benetton-Ford                      | 20     | Emanuele Pirro, Italien                |
| BMS Scuderia Italia (Dallara-Ford) | 21     | Alex Caffi, Italien                    |
| BMS Scuderia Italia (Dallara-Ford) | 22     | Andrea de Cesaris, Italien             |
| Brabham-Judd                       | 7      | Martin Brundle, Storbritannien         |
| Brabham-Judd                       | 8      | Stefano Modena, Italien                |
| Coloni-Ford                        | 31     | Roberto Moreno, Brasilien              |
| Coloni-Ford                        | 32     | Pierre-Henri Raphanel, Frankrike       |
| Coloni-Ford                        | 32     | Enrico Bertaggia, Italien              |
| EuroBrun-Judd                      | 33     | Gregor Foitek, Schweiz                 |
| EuroBrun-Judd                      | 33     | Oscar Larrauri, Argentina              |
| Ferrari                            | 27     | Nigel Mansell, Storbritannien          |
| Ferrari                            | 28     | Gerhard Berger, Österrike              |
| Larrousse (Lola-Lamborghini)       | 29     | Yannick Dalmas, Frankrike              |
| Larrousse (Lola-Lamborghini)       | 29     | Eric Bernard, Frankrike                |
| Larrousse (Lola-Lamborghini)       | 29     | Michele Alboreto, Italien              |
| Larrousse (Lola-Lamborghini)       | 30     | Philippe Alliot, Frankrike             |
| Ligier-Ford                        | 25     | Rene Arnoux, Frankrike                 |
| Ligier-Ford                        | 26     | Olivier Grouillard, Frankrike          |
| Lotus-Judd                         | 11     | Nelson Piquet, Brasilien               |
| Lotus-Judd                         | 12     | Satoru Nakajima, Japan                 |
| March-Judd                         | 15     | Maurício Gugelmin, Brasilien           |
| March-Judd                         | 16     | Ivan Capelli, Italien                  |
| McLaren-Honda                      | 1      | Ayrton Senna, Brasilien                |
| McLaren-Honda                      | 2      | Alain Prost, Frankrike                 |
| Minardi-Ford                       | 23     | Pierluigi Martini, Italien             |
| Minardi-Ford                       | 23     | Paolo Barilla, Italien                 |
| Minardi-Ford                       | 24     | Luis Pérez Sala, Spanien               |
| Onyx-Ford                          | 36     | Stefan "Lill-Lövis" Johansson, Sverige |
| Onyx-Ford                          | 37     | Bertrand Gachot, Frankrike             |
| Onyx-Ford                          | 37     | JJ Lehto, Finland                      |
| Osella-Ford                        | 17     | Nicola Larini, Italien                 |
| Osella-Ford                        | 18     | Piercarlo Ghinzani, Italien            |
| Rial-Ford                          | 38     | Christian Danner, Tyskland             |
| Rial-Ford                          | 38     | Pierre-Henri Raphanel, Frankrike       |
| Rial-Ford                          | 38     | Gregor Foitek, Schweiz                 |
| Rial-Ford                          | 39     | Volker Weidler, Tyskland               |
| Rial-Ford                          | 39     | Pierre-Henri Raphanel, Frankrike       |
| Rial-Ford                          | 39     | Bertrand Gachot, Frankrike             |
| Tyrrell-Ford                       | 3      | Jonathan Palmer, Storbritannien        |
| Tyrrell-Ford                       | 4      | Michele Alboreto, Italien              |
| Tyrrell-Ford                       | 4      | Jean Alesi, Frankrike                  |
| Tyrrell-Ford                       | 4      | Johnny Herbert, Storbritannien         |
| Williams-Renault                   | 5      | Thierry Boutsen, Belgien               |
| Williams-Renault                   | 6      | Riccardo Patrese, Italien              |
| Zakspeed-Yamaha                    | 34     | Bernd Schneider, Tyskland              |
| Zakspeed-Yamaha                    | 35     | Aguri Suzuki, Japan                    |

## Slutställning förare 1989
| Placering | Förare                        | Konstruktör      | Poäng |
| --------- | ----------------------------- | ---------------- | ----- |
| 1         | Alain Prost                   | McLaren-Honda    | 76    |
| 2         | Ayrton Senna                  | McLaren-Honda    | 60    |
| 3         | Riccardo Patrese              | Williams-Renault | 40    |
| 4         | Nigel Mansell                 | Ferrari          | 38    |
| 5         | Thierry Boutsen               | Williams-Renault | 37    |
| 6         | Alessandro Nannini            | Benetton-Ford    | 32    |
| 7         | Gerhard Berger                | Ferrari          | 21    |
| 8         | Nelson Piquet                 | Lotus-Judd       | 12    |
| 9         | Jean Alesi                    | Tyrrell-Ford     | 8     |
| 10        | Derek Warwick                 | Arrows-Ford      | 7     |
| 11        | Eddie Cheever                 | Arrows-Ford      | 6     |
| 12        | Stefan "Lill-Lövis" Johansson | Onyx-Ford        | 6     |
| 13        | Michele Alboreto              | Tyrrell-Ford     | 6     |
| 14        | Johnny Herbert                | Benetton-Ford    | 5     |
| 15        | Pierluigi Martini             | Minardi-Ford     | 5     |
| 16        | Maurício Gugelmin             | March-Judd       | 4     |
| 17        | Andrea de Cesaris             | Dallara-Ford     | 4     |
| 18        | Stefano Modena                | Brabham-Judd     | 4     |
| 19        | Alex Caffi                    | Dallara-Ford     | 4     |
| 20        | Martin Brundle                | Brabham-Judd     | 4     |
| 21        | Satoru Nakajima               | Lotus-Judd       | 3     |
| 22        | Christian Danner              | Rial-Ford        | 3     |
| 23        | Emanuele Pirro                | Benetton-Ford    | 2     |
| 24        | René Arnoux                   | Ligier-Ford      | 2     |
| 25        | Jonathan Palmer               | Tyrrell-Ford     | 2     |
| 26        | Olivier Grouillard            | Ligier-Ford      | 1     |
| 27        | Gabriele Tarquini             | AGS-Ford         | 1     |
| 28        | Luis Pérez Sala               | Minardi-Ford     | 1     |
| 29        | Philippe Alliot               | Lola-Lamborghini | 1     |

## Slutställning konstruktörer 1989
| Placering | Konstruktör      | Poäng |
| --------- | ---------------- | ----- |
| 1         | McLaren-Honda    | 141   |
| 2         | Williams-Renault | 77    |
| 3         | Ferrari          | 59    |
| 4         | Benetton-Ford    | 39    |
| 5         | Tyrrell-Ford     | 16    |
| 6         | Lotus-Judd       | 15    |
| 7         | Arrows-Ford      | 13    |
| 8         | Dallara-Ford     | 8     |
| =         | Brabham-Judd     | 8     |
| 10        | Onyx-Ford        | 6     |
| =         | Minardi-Ford     | 6     |
| 12        | March-Judd       | 4     |
| 13        | Rial-Ford        | 3     |
| =         | Ligier-Ford      | 3     |
| 15        | AGS-Ford         | 1     |
| =         | Lola-Lamborghini | 1     |
| 17        | Coloni-Ford      | 0     |
| =         | Osella-Ford      | 0     |
| =         | Zakspeed-Yamaha  | 0     |
| =         | EuroBrun-Judd    | 0     |